# 1952 في فنلندا
فيما يلي قوائم الأحداث التي وقعت خلال عام 1952 في فنلندا.

## أحداث
- 19 يوليو – الألعاب الأولمبية الصيفية 1952

## سياسة

### تعيين في المنصب
- 26 نوفمبر – أورهو ككونن وزير الخارجية [الإنجليزية]‏.

## مواليد

### يناير
- 1 يناير – روبن لاغوس عسكري فنلندي.

### أبريل
- 27 أبريل – آري فاتانين

### يونيو
- 16 يونيو – لينا بلتونن بالوتي

### أكتوبر
- 14 أكتوبر – كايا سآرياهو ملحنة فنلندية.

## وفيات

### أبريل
- 3 أبريل – مينا سيلانبا (مواليد 1866) سياسية فنلندية.

### سبتمبر
- 22 سبتمبر – كآرلو يوهو ستولبيرغ (مواليد 1865)